# Antoine Philipp
Antoine Philipp, né le 3 mai 1997 à Briançon, est un coureur cycliste français spécialiste de VTT cross-country.

## Biographie
En 2015, il remporte le titre de champion du monde du relais mixte en VTT (avec Pauline Ferrand-Prévot, Jordan Sarrou et Victor Koretzky).

## Palmarès en VTT

### Championnats du monde
- Vallnord 2015
  -  Champion du monde du relais mixte (avec Pauline Ferrand-Prévot, Victor Koretzky et Jordan Sarrou)

### Coupe du monde
- Coupe du monde de cross-country espoirs
  - 2016 : 31e du classement général
  - 2018 : 4e du classement général
  - 2019 : 8e du classement général

- Coupe du monde de cross-country
  - 2021 : 27e du classement général
  - 2022 : 37e du classement général
  - 2023 : 43e du classement général
  - 2024 : 40e du classement général

- Coupe du monde de cross-country short track
  - 2024 : 40e du classement général

### Championnats d'Europe
- 2015
  -  Médaillé d'argent du championnat d'Europe de cross-country juniors

### Championnats de France
- 2014
  - 3e du championnat de France de cross-country juniors
- 2015
  - 2e du championnat de France de cross-country juniors
- 2019
  -  Champion de France de cross-country espoirs